# Dogme95
Dogme95 er en bevægelse inden for film, der blev udviklet i 1995 af de danske filminstruktører Lars von Trier, Thomas Vinterberg, Kristian Levring, og Søren Kragh-Jacobsen.
Målet med dogmeidéen er at lade historien og skuespillet træde frem i modsætning til mediet. Lars von Trier og Thomas Vinterberg udviklede på dette grundlag ti "kyskhedsløfter" ("The Vow of Chastity") for Dogme95:
1. Optagelserne skal ske on location, kulisser og rekvisitter skal forefindes fra starten og må ikke placeres på stedet til optagelserne.
2. Lyden må aldrig produceres adskilt fra optagelserne. Musik er kun tilladt, hvis det spilles direkte under optagelserne, f.eks. i form af et bånd eller en plade, der kører mens scenen skydes.
3. Kameraet skal være håndholdt.
4. Filmen skal være i farver. Speciel lyssætning er forbudt, men hvis der er for lidt lys til optagelserne kan man sætte en enkelt lampe på kameraet.
5. Optiske filtre er forbudt.
6. Filmen må ikke indeholde overfladisk action, f.eks. er mord og våben forbudt.
7. Tidsmæssigt og geografisk må filmen ikke afvige i forhold til virkeligheden. Filmen skal ske her og nu.
8. Genrefilm er forbudt.
9. Filmformatet skal være Academy 35mm film.
10. Instruktøren må ikke krediteres.

Den første dogmefilm var Thomas Vinterbergs Festen (1998), herefter fulgte Lars von Triers Idioterne. Senere har mange andre instruktører skabt dogmefilm, f.eks. den amerikanske instruktør Harmony Korine, som lavede den første ikke-europæiske dogmefilm Julien Donkey-Boy.
Dogmesekretariatet lukkede i 2002. I alt 212 film var registrerede som dogmefilm på Dogme95's website.

## Danske Dogmefilm
- Dogme # 1: Festen (af Thomas Vinterberg, 1998)
- Dogme # 2: Idioterne (af Lars von Trier, 1998)
- Dogme # 3: Mifunes sidste sang  (af Søren Kragh-Jacobsen, 1999)
- Dogme # 4: The King Is Alive (af Kristian Levring, 2000)
- Dogme # 12: Italiensk for begyndere (af Lone Scherfig, 2000)
- Dogme # 18: Et rigtigt menneske (af Åke Sandgren, 2001)
- Dogme # 21: En kærlighedshistorie (af Ole Christian Madsen, 2001)
- Dogme # 28: Elsker dig for evigt (af Susanne Bier, 2002)
- Dogme # 32: Se til venstre, der er en svensker (af Natasha Arthy, 2003)
- Dogme # 34: Forbrydelser (af Annette K. Olesen, 2004)

- Desuden kan filmen D-dag (2000) betegnes som en dogmefilm [3]

## Øvrige Dogmefilm
- Dogme # 5: Lovers (af Jean-Marc Barr, Frankrig, 1999) (IMDb) Arkiveret 4. maj 2005 hos  Wayback Machine
- Dogme # 6: Julien Donkey-Boy (af Harmony Korine, USA, 1999) (IMDb) Arkiveret 17. juni 2006 hos  Wayback Machine
- Dogme # 7: Interview (af Daniel H. Byun, Korea, 2000) (IMDb) Arkiveret 4. februar 2005 hos  Wayback Machine
- Dogme # 8: Fuckland (af Jose Luis Marques, Argentina, 2000) (IMDb) Arkiveret 22. juni 2006 hos  Wayback Machine
- Dogme # 9: Babylon (af Vladan Zdravkovic, Sverige, 2001) (IMDb) Arkiveret 22. juni 2006 hos  Wayback Machine
- Dogme # 10: Chetzemoka's Curse (af Rick Schmidt m.fl., USA, 2001) (IMDb) Arkiveret 22. juni 2006 hos  Wayback Machine
- Dogme # 11: Diapason (af Antonio Domenici, Italien, 2001) (IMDb) Arkiveret 10. september 2005 hos  Wayback Machine
- Dogme # 13: Amerikana (af James Merendino, USA, 2001) (IMDb) Arkiveret 27. august 2005 hos  Wayback Machine
- Dogme # 14: Joy Ride (af Martin Rengel, Schweiz, 2001) (IMDb) Arkiveret 23. juni 2006 hos  Wayback Machine
- Dogme # 15: Camera (af Rich Martini, USA, 2000) (IMDb) Arkiveret 5. februar 2005 hos  Wayback Machine
- Dogme # 16: Bad Actors (af Shaun Monson, USA, 2000) (IMDb) Arkiveret 8. december 2004 hos  Wayback Machine
- Dogme # 17: Reunion (af Leif Tilden, USA, 2001) (IMDb) Arkiveret 8. marts 2005 hos  Wayback Machine
- Dogme # 19: Når Nettene Blir Lange (af Mona J. Hoel, Norge, 2000) (IMDb) Arkiveret 24. februar 2007 hos  Wayback Machine
- Dogme # 20: Strass (af Vincent Lannoo, Belgien, 2001) (IMDb) Arkiveret 6. april 2005 hos  Wayback Machine
- Dogme # 22: Era Outra Vez (af Juan Pinzás, Spanien, 2000) (IMDb) Arkiveret 27. august 2005 hos  Wayback Machine
- Dogme # 23: Resin (af Vladimir Gyorski, USA, 2001) (IMDb) Arkiveret 28. august 2005 hos  Wayback Machine
- Dogme # 24: Security, Colorado (af Andrew Gillis, USA, 2001) (IMDb) Arkiveret 29. oktober 2005 hos  Wayback Machine
- Dogme # 25: Converging With Angels (af Michael Sorenson, Danmark/USA, 2002) (IMDb) Arkiveret 30. august 2005 hos  Wayback Machine
- Dogme # 26: The Sparkle Room (af Alex McAulay, USA, 2001) (IMDb) Arkiveret 6. december 2007 hos  Wayback Machine
- Dogme # 27: Come Now (USA)
- Dogme # 29: The Bread Basket (af Matthew Biancniello, USA, 2002) (IMDb) Arkiveret 14. august 2006 hos  Wayback Machine
- Dogme # 30: Dias de Boda (af Juan Pinzas, Spanien, 2002) (IMDb) Arkiveret 19. marts 2006 hos  Wayback Machine
- Dogme # 31: El Desenlace (af Juan Pinzas, Spanien, 2004) (IMDb) Arkiveret 9. februar 2007 hos  Wayback Machine
- Dogme # 33: Residencia (af Artemio Espinosa Mc., Chile, 2004) (IMDb) Arkiveret 26. april 2006 hos  Wayback Machine
- Dogme # 35: Cosi x Caso (af Cristiano Ceriello, Italien 2004) (IMDb) Arkiveret 21. januar 2016 hos  Wayback Machine
- Dogme # 36: Amateur Dramatics (af Anja Laumann, England/Danmark)
- Dogme # 37: Gypo (af Jan Dunn, Storbritannien, 2005) (IMDb) Arkiveret 6. februar 2006 hos  Wayback Machine
- Dogme # 38: Mere Players (af Vaun Monroe, USA)
- Dogme # 39: el ultimo lector (af Sergio Marroquin, Mexico)
- Dogme # 40: Lazy Sunday Afternoons (af Joe Martin, England)
- Dogme # 41: Lonely Child (af Pascal Robitaille, Canada, 2005) (IMDb) Arkiveret 3. marts 2007 hos  Wayback Machine
- Dogme # 42: DarshaN (af Travis Pearson, USA)
- Dogme # 43: 11:09 (af Adam Wolf, USA)
- Dogme # 44; " Jagten på det gode liv" (af Faaeteamet Danmark)